# WorldBox
WorldBox, en version longue WorldBox - God Simulator, est un jeu vidéo de type bac à sable sorti en 2012 par le développeur de jeux indépendant Maxim Karpenko,. Le jeu permet l'utilisation de différents éléments pour créer, modifier et détruire des mondes virtuels.

## Gameplay
Le jeu offre la possibilité de créer des mondes, en utilisant des outils dits divins connus sous le nom de "pouvoirs divins" fournis dans le jeu. Ces outils sont divisés en plusieurs groupes : Création du Monde, Civilisations, Créatures, Nature et Désastres, Pouvoirs Destruction et Autres Pouvoirs,. À l'inverse, le jeu permet également la destruction de mondes, allant des explosifs aux catastrophes naturelles, telles que les tremblements de terre, les volcans et les pluies acides. Les populations peuvent également être réduites avec des entités hostiles, des maladies, etc.
Certaines créatures sont capables de créer des civilisations, comme les humains, les orques, les elfes et les nains. De telles civilisations peuvent se développer, se déclarer la guerre et subir des révoltes.
Depuis la version 0.50, les joueurs peuvent permettre aux espèces ne pouvant pas faire de civilisations d'en créer une qui aura ses propres spécificités et textures.
Dès la version 0.14, les joueurs peuvent également personnaliser les bannières et les symboles des royaumes, ainsi que la possibilité de contrôler les traits des créatures, ajoutant plus de contenu et de profondeur au gameplay,. La version 0.21 ajoute la fonctionnalité des alliances entre les royaumes et la formation de clans.
La version 0.50 ajoute les langues, les religions et des cultures plus abouties aux civilisations, elle ajoute également un système de sous-espèces avec des gènes aléatoires modifiables, de plus elle ajoute de nouveaux biomes, créatures et fonctionnalités.

## Développement
Karpenko a commencé à travailler sur le jeu en 2011 et a publié le premier prototype sur Flash la même année. Le jeu sort sur Newsground en 2012, mais n'est plus jouable en raison de la fin de prise en charge d'Adobe Flash.
Il a continué à travailler sur le jeu pendant plusieurs années. WorldBox est publié sur IOS en décembre 2018, puis sur Android début février 2019. Il a commencé à travailler sur le jeu et l'a officiellement sorti pour PC en octobre 2019. La version Steam n'est arrivée que 2 ans plus tard en décembre 2021.
Début mars 2022, il a déclaré qu'il retarderait la prochaine mise à jour du contenu du jeu en raison de l'invasion de l'Ukraine par la Russie. Il a publié la prochaine mise à jour de contenu (0.14) 2 mois plus tard en mai 2022. Selon son Twitter, il prévoyait de publier la prochaine mise à jour à la mi-décembre 2022. La mise à jour a ensuite été retardée et finalement publiée 4 mois plus tard, le 12 mars 2023, sur Steam, et sur Android et IOS entre le 13 et le 14 mars.[réf. nécessaire]

## Critiques
WorldBox comptait plus de 14 000 critiques sur Steam le 27 novembre 2022, 94 % étant positives, ce qui a permis au jeu de recevoir une note très positive.
Joseph Knoop de PC Gamer a commenté : « C'est amusant de voir à quel point WorldBox ressemble à de grands jeux de stratégie, même s'il n'a jamais d'objectif que le joueur doit accomplir, et se termine presque toujours par une explosion nucléaire qui tuera l'ennui. »